# Acacia tropica
Acacia tropica é uma espécie de leguminosa do gênero Acacia, pertencente à família Fabaceae.